# Élections législatives de 1973 en Polynésie française
Les élections législatives françaises de 1973 se déroulent les 4 et 11 mars. Dans le territoire de la Polynésie française, un député est à élire dans le cadre d'une circonscription.

## Élus
| Circonscription        | Député sortant  | Parti | Parti | Député élu ou réélu | Parti | Parti |
| ---------------------- | --------------- | ----- | ----- | ------------------- | ----- | ----- |
| Circonscription unique | Francis Sanford |       | PDM   | Francis Sanford     |       | MR    |

## Résultats

### Résultats à l'échelle du territoire
| Parti                 | Parti                                   | Premier tour | Premier tour | Second tour | Second tour | Siège |
| Parti                 | Parti                                   | Voix         | %            | Voix        | %           | Siège |
| --------------------- | --------------------------------------- | ------------ | ------------ | ----------- | ----------- | ----- |
|                       | Union des démocrates pour la République | 35 702       | 39,77        | 17 027      | 46,53       | 0     |
|                       | Divers droite                           | 17 690       | 19,71        | Retrait     | Retrait     | 0     |
|                       | Union des républicains de progrès       | 18 211       | 51,37        | 17 027      | 46,53       | 0     |
|                       |                                         |              |              |             |             |       |
|                       | Mouvement réformateur                   | 17 240       | 48,63        | 19 565      | 53,47       | 1     |
|                       |                                         |              |              |             |             |       |
| Inscrits              | Inscrits                                | 50 822       | 100,00       | 50 838      | 100,00      | 1     |
| Abstentions           | Abstentions                             | 15 081       | 29,67        | 13 946      | 27,43       |       |
| Votants               | Votants                                 | 35 741       | 70,33        | 36 892      | 72,57       |       |
| Blancs et nuls        | Blancs et nuls                          | 290          | 0,81         | 300         | 0,81        |       |
| Exprimés              | Exprimés                                | 35 451       | 99,19        | 36 592      | 99,19       |       |
| Source : Data.gouv.fr |                                         |              |              |             |             |       |

### Résultats par circonscription
| Candidat                          | Candidat                      | Parti          | Premier tour | Premier tour | Second tour | Second tour |  |
| Candidat                          | Candidat                      | Parti          | Voix         | %            | Voix        | %           |  |
| --------------------------------- | ----------------------------- | -------------- | ------------ | ------------ | ----------- | ----------- |  |
|                                   | Francis Sanford sortant réélu | MR             | 17 240       | 48,63        | 19 565      | 53,47       |  |
|                                   | Gaston Flosse                 | UDR (URP)      | 12 513       | 35,30        | 17 027      | 46,53       |  |
|                                   | Charles Taufa                 | Divers droite  | 5 698        | 16,07        | Retrait     | Retrait     |  |
|                                   |                               |                |              |              |             |             |  |
| Inscrits                          | Inscrits                      | Inscrits       | 50 822       | 100,00       | 50 838      | 100,00      |  |
| Abstentions                       | Abstentions                   | Abstentions    | 15 081       | 29,67        | 13 946      | 27,43       |  |
| Votants                           | Votants                       | Votants        | 35 741       | 70,33        | 36 892      | 72,57       |  |
| Blancs et nuls                    | Blancs et nuls                | Blancs et nuls | 290          | 0,81         | 300         | 0,81        |  |
| Exprimés                          | Exprimés                      | Exprimés       | 35 451       | 99,19        | 36 592      | 99,19       |  |
| Source : Ministère de l'Intérieur |                               |                |              |              |             |             |  |